# Scottie Barnes
Scott Wayne Barnes Jr. (* 1. August 2001 in West Palm Beach, Florida) ist ein US-amerikanischer Basketballspieler, welcher seit 2021 bei den kanadischen Toronto Raptors in der National Basketball Association (NBA) unter Vertrag steht. Barnes ist 2,01 Meter groß. Er spielte College-Basketball für die Florida State Seminoles und wurde im NBA-Draft 2021 von den Toronto Raptors an vierter Stelle ausgewählt.

## Werdegang
Barnes spielte als Jugendlicher zunächst ein Jahr an der Cardinal Newman High School in Fort Lauderdale (US-Bundesstaat Florida), anschließend in derselben Stadt zwei Jahre für die Mannschaft der University School und in der Saison 2019/20 für die Montverde Academy (ebenfalls in Florida). Den Vielseitigkeit und die Fähigkeit, auf mehreren Positionen zu spielen, auszeichnenden Barnes zog es zur Saison 2020/21 an die Florida State University, Angebote der Ohio State University, der University of California, der Duke University, der University of Kentucky, der University of Miami und der University of Oregon lehnte er ab. Barnes war in seinem einzigen Spieljahr in der NCAA drittbester Korbschütze der Florida State University (10,3 Punkte/Spiel), er bereitete je Begegnung im Schnitt 4,1 Korberfolge seiner Nebenmänner vor und erzielte damit den Mannschaftshöchstwert.
Beim Draftverfahren der NBA sicherten sich im Juli 2021 die Toronto Raptors die Rechte an Barnes. Dass er an vierter Stelle ausgewählt wurde, wurde von vielen als Überraschung eingestuft. Am Ende der Saison 2021/22 wurde Barnes zum Rookie of the Year gewählt. Bei der Wahl zur Rookie-Auswahl der Saison wurde er mit Cade Cunningham und Evan Mobley einstimmig und ohne Punktabzug ins erste Team gewählt.

### Nationalmannschaft
Als Mitglied der Junioren-Nationalmannschaften seines Heimatlandes wurde Barnes 2017 U16-Amerikameister, 2018 U17-Weltmeister und 2019 U19-Weltmeister.

## Erfolge und Auszeichnungen
- 1× NBA All-Star: 2024
- NBA Rookie of the Year Award 2022
- NBA All-Rookie Team 2022

## Karriere-Statistiken

### NBA

#### Reguläre Saison
| Saison   | Team     | GP  | GS  | MPG  | FG % | 3P % | FT % | RPG | APG | SPG | BPG | PPG  |
| -------- | -------- | --- | --- | ---- | ---- | ---- | ---- | --- | --- | --- | --- | ---- |
| 2021–22  | Toronto  | 74  | 74  | 35.4 | .492 | .301 | .735 | 7.5 | 3.5 | 1.1 | 0.7 | 15.3 |
| 2022–23  | Toronto  | 77  | 76  | 34.8 | .456 | .281 | .772 | 6.6 | 4.8 | 1.1 | 0.8 | 15.3 |
| 2023–24  | Toronto  | 60  | 60  | 34.9 | .475 | .341 | .781 | 8.2 | 6.1 | 1.3 | 1.5 | 19.9 |
| Gesamt   | Gesamt   | 211 | 210 | 35.0 | .474 | .311 | .764 | 7.4 | 4.7 | 1.1 | 1.0 | 16.6 |
| All-Star | All-Star | 1   | 0   | 17.7 | .700 | .400 | –    | 8.0 | 3.0 | 1.0 | 0.0 | 16.0 |

#### Playoffs
| Saison  | Team    | GP | GS | MPG  | FG % | 3P % | FT % | RPG | APG | SPG | BPG | PPG  |
| ------- | ------- | -- | -- | ---- | ---- | ---- | ---- | --- | --- | --- | --- | ---- |
| 2021–22 | Toronto | 4  | 3  | 10.5 | .429 | .167 | .813 | 9.0 | 4.3 | 1.0 | 0.3 | 12.8 |
| Gesamt  | Gesamt  | 4  | 3  | 10.5 | .429 | .167 | .813 | 9.0 | 4.3 | 1.0 | 0.3 | 12.8 |